# Heaven Sent Gaming
Heaven Sent Gaming, este o companie din Albuquerque cu sediul în New Mexico, cu scop principal de activitate în companiade producție și publicare. Ea a fost înființată în anul 2006 de către elevii de liceu Mario Lucero și Isabel Ruiz.

## Istoria
Heaven Sent Gaming început în colegiu, ca parte dintr-o echipa de dezvoltare joc, echipa mai mare a fost numit "Our Own Little Coup". Că echipa formată din mai mulți studenți de Informatică; Mario, Isabel, Drew Cass, DH Torkavian, și Jason Waggoner. Porțiune Heaven Sent Gaming a fost condus de Mario și Isabel. După școală, grupul s-au despărțit în diverse ramuri, inclusiv Paradigm Trading, un editor pix-și-hârtie joc roluri în Maine. DH Torkavian este un autor si activistă LGBT in New Jersey. Mario și Isabel sa mutat înapoi la locul unde au crescut, Albuquerque în New Mexico, și a început cu grupul lor creștină, Heaven Sent Gaming.